# Egfrido di Northumbria
Egfrido (645 – 20 maggio 685) è stato re di Northumbria, uno dei regni appartenente all'eptarchia anglosassone.

## Biografia
Era figlio del re Oswiu.
Secondo l'Historia ecclesiastica gentis Anglorum del Venerabile Beda, sarebbe stato ceduto in ostaggio a Penda, re di Mercia nel corso del suo attacco del 655. Poco dopo tuttavia Penda fu sconfitto e ucciso da Oswiu nella battaglia di Winwaed. 
Nel 660, secondo la politica di alleanze matrimoniali del padre, sposò Eteldreda, figlia di Anna, re dell'Anglia orientale. Il matrimonio tuttavia non fu consumato poiché Eteldreda pose tale condizione prima del matrimonio. Esso fu quindi successivamente annullato ed Eteldreda si ritirò ad Ely ove fondò un'abbazia della quale divenne badessa. Dopo la sua morte fu dichiarata santa. 
Dopo il fratello Alchfrith, che si era forse ribellato al padre ed era stato di conseguenza deposto, Oswiu lo pose nel 664 sul trono di Deira, come re dipendente e probabilmente in qualità di erede al trono.
Alla morte di Oswiu nel 670 il trono di Northumbria passò a Egfrido, mentre il fratello minore, Aelfwine, fu fatto re di Deira, e designato in tal modo erede al trono di Northumbria.
Re Ecgfrith combatté Pitti nella battaglia dei Due Fiumi (671). La sua vittoria fece scrivere a Beda che i Pitti erano stati sottomessi dal re di Northumbria, anche se si trattava solo di alcune tribù del sud.
Poco dopo la sua ascesa al trono la regina Aethelthryth prese il velo, conducendo ad una lunga disputa tra il re e l'arcivescovo di York, Vilfrido di York, finché quest'ultimo non fu cacciato dal regno e Egfrido si risposò nel 678 con Eormenburg.
All'inizio del suo regno sconfisse i Pitti che si erano ribellati al suo dominio, creando nel nord un regno dipendente che prese il nome di Lothian. Nel 674 sconfisse in battaglia il re di Mercia Wulfhere e riprese in suo potere il regno di Lindsey. Una seconda battaglia fu combattuta presso il fiume Trent contro il re Aethelred di Mercia (che aveva sposato la sorella di Egfrido, Osthryth) nel 679 e vi trovò la morte il fratello di Egfrido, Aelfwine. La pace fu infine raggiunta con l'intervento dell'arcivescovo di Canterbury, Teodoro, e il regno di Lindsey ritornò sotto il dominio della Mercia.
Nel 684 venne condotta dal suo generale Berht una spedizione contro l'Irlanda, che fruttò molti schiavi e un ricco bottino. Nel 685, contro il parere di Cutberto di Lindisfarne, condusse una spedizione contro i Pitti, guidati dal cugino, Bridei III dei Pitti, ma fu sconfitto e ucciso nella battaglia di Dunnichen. Gli succedette il fratellastro illegittimo Aldfrith, ma il regno di Northumbria dopo la sconfitta iniziò il suo declino.
Sembra che sia stato il re Egfrido ad emettere il primo penny di argento, che divenne il valore base nel sistema monetario dei secoli successivi. Le prime monete anglosassoni erano state invece scellini d'oro, copiati dai modelli romani. Il penny, spesso prodotto a stampo, riprese probabilmente a modello monete merovinge e venne emesso su larga scala.